# ジョージ・ハフ

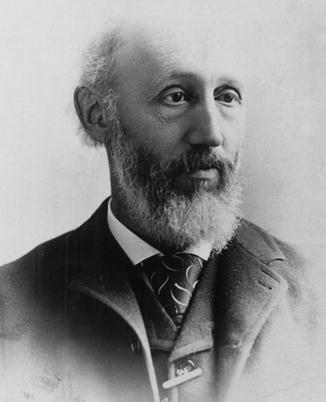
ジョージ・ハフ

ジョージ・ワシントン・ハフ（George Washington Hough, 1836年10月24日 – 1909年）は、アメリカ合衆国の天文学者・気象学者。電気技術を生かした天文観測機器、気象観測機器を開発した。天文学の分野では二重星の発見と木星の表面の研究をおこなった。
1856年シンシナティ天文台で働き、1861年から ダドリー天文台に移り1862年から1874年まで所長を務めた。ダドリー天文台で二重星の観測を行いカタログを発表した。1874年にダドリー天文台を辞職すると、計測機器のメーカで働いた。1878年にディアボーン天文台に招かれ、二重星や木星の表面の研究をおこなった。1879年からはシカゴ大学の天文学の教授も務めた。
ハフの開発した観測機器には、計時装置を電気的に制御し天体の子午線通過時間の計測精度を高めたものや、自記式の気圧計などがある。ダドリー天文台はハフが所長の時代に初期の計算機である階差機関を導入した。